# Ordine della Giamaica
L'Ordine della Giamaica è un ordine cavalleresco della Giamaica.

## Storia
L'Ordine è stato fondato nel 1969.

## Classi
L'Ordine dispone dell'unica classe di Membro che dà diritto al post nominale OJ.

## Insegne
- Il nastro è verde con al centro una striscia nera circondata da sottili strisce gialle per il distintivo sulla fascia, mentre è completamente verde per il distintivo sul collo.